# Raúl Aldunate
Raúl Aldunate Phillips (Santiago de Chile, 29 de diciembre de 1906-26 de diciembre de 1979) fue un escritor, militar y político chileno.

## Biografía
Hijo de Emilio Aldunate Bascuñán y de Emilia Phillips Huneeus, sus hermanos fueron Emilio, Enrique, Arturo, Pablo (o Paul) y Luz María.
Estudió en el Instituto Andrés Bello de Santiago y luego ingresó a la Escuela Militar, donde obtuvo el grado de teniente 2.º en 1927. Se desempeñó en los regimientos de Cazadores, Granaderos, Exploradores y en el de Caballería N.º 3 Rathenow en Alemania.
Se casó con María Teresa Menéndez Montes, con quien tuvo cinco hijos.

### Carrera militar
Se desempeñó como ayudante del Comandante en Jefe del Ejército y fue subdirector del Memorial del Ejército. Se destacó también por sus servicios en el Estado Mayor, alcanzando el grado de capitán el 22 de septiembre de 1938. Entre las comisiones militares asignadas más importantes, se cuentan también sus designaciones como agregado militar en China y Japón, así como la de profesor de la Escuela de Caballería del Ejército.

#### Fundador de la Defensa Civil de Chile
A principios del año 1941, el Estado Mayor General del Ejército, preocupado de satisfacer las necesidades de la defensa nacional del país, dispuso que el capitán Raúl Aldunate Phillips, oficial que se encontraba en Estados Unidos, se dedicara a estudiar en aquel país los problemas relacionados con la defensa civil y protección de las poblaciones.
Siendo comisionado por el Estado chileno para estudiar la situación de los mecanismos y sistemas realativos a la Defensa Civil en Estados Unidos durante la década del 40, tras presentar formalmente los informes respectivos y creado el órgano de defensa en cuestión, fue el primer director general de la Defensa Civil de Chile.

### Carrera política
Fue elegido diputado por la Vigesimoquinta Agrupación Departamental de "Ancud, Castro y Quinchao" en el período 1949-1953, facción por la que fue reelecto para el período 1957-1961. Se desempeñó también como diputado reemplazante en la Comisión Permanente de Relaciones Exteriores e integró la Comisión Permanente de Defensa Nacional, así como la Comisión Permanente de Relaciones exteriores. 
Fue nombrado delegado de Chile en la Conferencia Internacional del Trabajo en 1941 y, con el rango de ministro, asistió a la traspaso del mando en Argentina en 1945.
Fue el secretario privado del presidente de la delegación chilena en la Conferencia de las Naciones Unidas sobre Organización Internacional (The United Nations Conference on International Organization), realizada el 25 de abril de 1945 en San Francisco.

### Otras acciones destacadas
Fue Vicepresidente de la Sociedad Exploradora de Chiloé y Destilatorio de Quellón, miembro de la Sociedad de Escritores de Chile y director de la revista Nuevo Zig-Zag.

## En la cultura popular
Pablo Neruda lo nombra al menos en dos ocasiones en Canto general. Nombrado solo como "Aldunate" (XVI Los nuevos propietarios) y en otro poema con el apodo de "Aldunatillo" (II Los Siúticos). Estas alusiones a Raúl Aldunate se encuentran relacionadas al momento político vivido por Neruda y los comunistas ante las leyes anticomunistas (conocidas popularmente como La Ley maldita) del Presidente González Videla.
En el poema "Los Síúticos" lo describe así:

Fue el “siútico” de Chile, el Raúl
Aldunatillo (conquistador de

revistas con manos ajenas,

con manos que mataron indios),

el Teniente cursi, el Mayor

Negocio, el que compra letras

y se estima letrado, compra

sable y se cree soldado,

pero no puede comprar pureza
y escupe entonces como víbora.
Neruda, Pablo, Canto general

Durante su estancia en Estados Unidos, es narrado por Óscar Pinochet de la Barra como un hombre simpático que daba grandes fiestas, "estada decidido a echar la casa por la ventana" y que en su juventud en Santiago se le llamaba "el teniente seductor".